# Leithia melitensis
Leithia melitensis és un glírid fòssil del Plistocè. Se n'han trobat restes a l'illa de Malta, especialment a Għar Dalam. Aquesta espècie endèmica de Malta era molt més grossa que les espècies del continent. És l'espècie tipus del gènere Leithia.
Als períodes glacials, el nivell del mar era més baix que en l'actualitat i Malta estava unida al continent per un pont de terra ferma via Sicília, permetent als glírids arribar a la futura illa. La fi de l'edat glacial i el desglaç feren pujar el nivell del mar, deixant els animals a l'illa i engegant un procés evolutiu específic cap a formes més grosses en els glírids.